# Football aux Jeux sud-asiatiques
Cet article présente les résultats des épreuves de football aux Jeux sud-asiatiques.

## Histoire
Les Jeux sud-asiatiques sont un événement multi-sportif, il s'agit des Jeux régionaux du Conseil olympique d'Asie. La première édition de ces jeux a lieu à Katmandou, au Népal, en 1984. Ces jeux se déroulent généralement tous les deux ans.
Les équipes participantes à ces jeux sont au nombre de 8 : Afghanistan, Bangladesh, Bhoutan, Inde, Maldives, Népal, Pakistan et Sri Lanka.
En 2010, les équipes féminines de football ont eu le droit de participer au tournoi de football des Jeux d'Asie du Sud.

## Palmarès

### Hommes
| Année                                                                                    | Ville               | Médaille d’or   | Médaille d’argent | Médaille de bronze |
| ---------------------------------------------------------------------------------------- | ------------------- | --------------- | ----------------- | ------------------ |
| 1984                                                                                     | Katmandou           | Népal           | Bangladesh        | Maldives           |
| 1985                                                                                     | Dhaka               | Inde            | Bangladesh        | Népal              |
| 1987                                                                                     | Calcutta            | Inde            | Népal             | Pakistan           |
| 1989                                                                                     | Islamabad           | Pakistan        | Bangladesh        | Inde               |
| 1991                                                                                     | Colombo             | Pakistan        | Maldives          | Bangladesh         |
| 1993                                                                                     | Dhaka               | Népal           | Inde              | Sri Lanka          |
| 1995                                                                                     | Madras              | Inde            | Bangladesh        | Sri Lanka          |
| 1999                                                                                     | Katmandou           | Bangladesh      | Népal             | Inde               |
| Sélections olympiques (joueurs de moins de 23 ans avec trois joueurs au-dessus de l'âge) |                     |                 |                   |                    |
| 2004                                                                                     | Islamabad           | Pakistan (en)   | Inde (en)         | Sri Lanka (en)     |
| 2006                                                                                     | Colombo             | Pakistan (en)   | Sri Lanka (en)    | Népal (en)         |
| 2010                                                                                     | Dhaka               | Bangladesh (en) | Afghanistan (en)  | Maldives (en)      |
| 2016                                                                                     | Guwahati / Shillong | Népal (en)      | Inde (en)         | Bangladesh (en)    |
| 2019                                                                                     | Katmandou / Pokhara | Népal (en)      | Bhoutan (en)      | Bangladesh (en)    |

### Femmes
| Année | Ville               | Médaille d’or | Médaille d’argent | Médaille de bronze |
| ----- | ------------------- | ------------- | ----------------- | ------------------ |
| 2010  | Dhaka               | Inde          | Népal             | Bangladesh         |
| 2016  | Guwahati / Shillong | Inde          | Népal             | Bangladesh         |
| 2019  | Katmandou / Pokhara | Inde          | Népal             | Maldives           |

## Tableau des médailles
| Nation      | Or | Argent | Bronze | Total |
| Inde        | 6  | 3      | 2      | 11    |
| Népal       | 4  | 5      | 2      | 11    |
| Pakistan    | 4  | 0      | 1      | 5     |
| Bangladesh  | 2  | 4      | 5      | 11    |
| Maldives    | 0  | 1      | 3      | 4     |
| Sri Lanka   | 0  | 1      | 2      | 3     |
| Afghanistan | 0  | 1      | 0      | 1     |
| Bhoutan     | 0  | 1      | 0      | 1     |